# غنی‌آباد (ری)
غنی‌آباد (ری)، روستایی از توابع بخش مرکزی شهرستان ری در استان تهران ایران است.

## جمعیت
این روستا در دهستان غنی آباد قرار دارد و براساس سرشماری مرکز آمار ایران در سال ۱۳۸۵، جمعیت آن ۱٬۷۵۴ نفر (۴۴۱خانوار) بوده‌است.